# 김철민 (방송인)

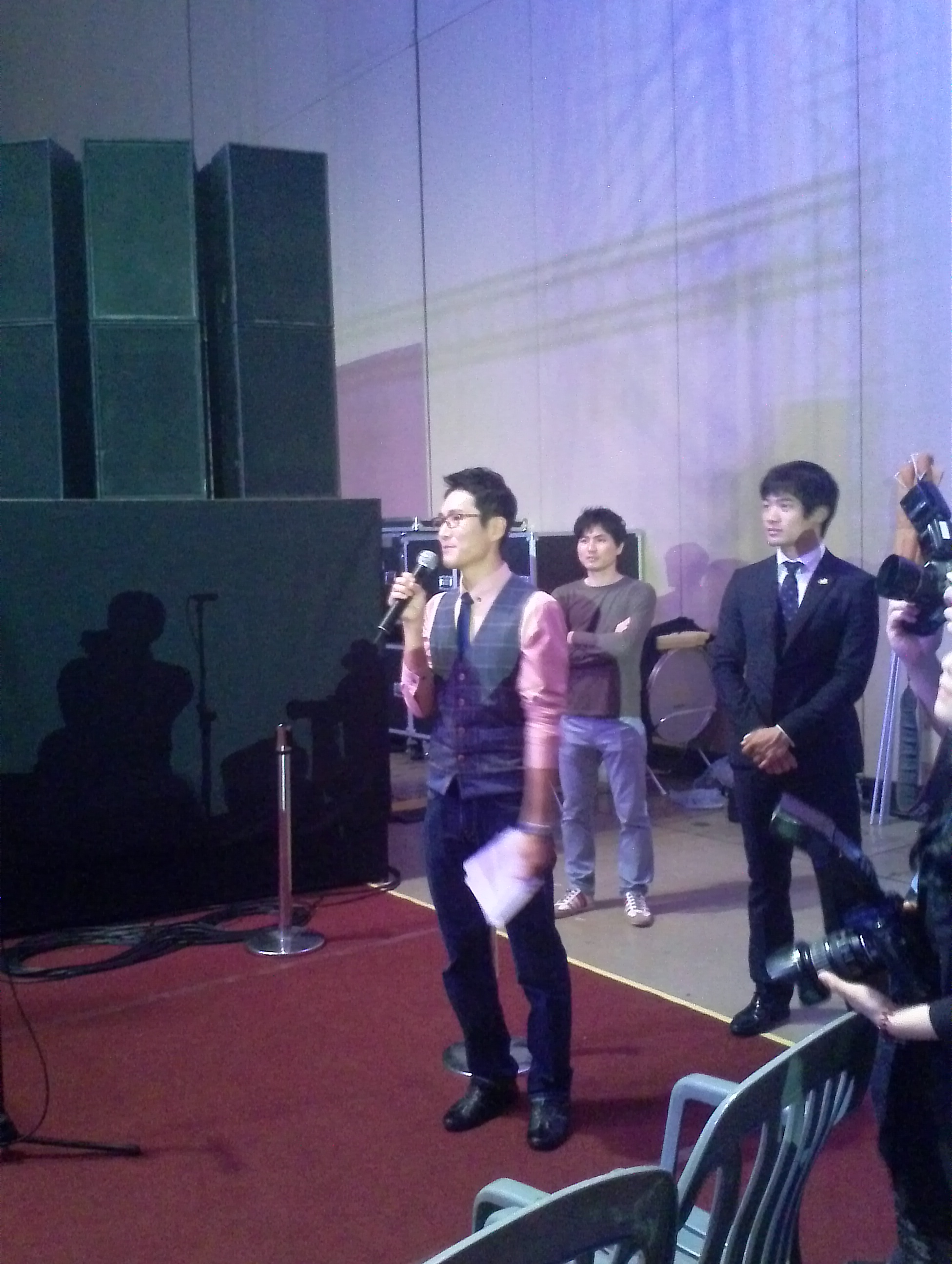
김철민 (당시 MBC게임 캐스터)

김철민(1970년 3월 26일 ~ )은 대한민국의 방송인, 게임캐스터이다.

## 생애
양대 스타크래프트 개인리그 중 하나인 MSL을 출범이전 KPGA시절부터 2012년 초까지 중계했던 MBC게임의 간판 캐스터이다. 2월 1일 MBC게임이 폐지. 주성대학 e스포츠학과 교수직을 가지고 있었으나, MBC게임이 폐지될 즈음에 물러났다고 한다.
2012년 5월 15일 온게임넷 캐스터로 합류하며 e스포츠 업계에 복귀하였다. 2012시즌 스타크래프트 프로리그와 스페셜포스2 프로리그를 해설하게 되었다.
2012년 11월 27일 SPO TV에 합류하였다.
SPOTV게임즈 캐스터로 활동 중이며, 프로리그와  KeSPA컵 중계를 진행하고 있다.
또 아프리카 TV(개인 방송국)을 통해 KCM 레전드 매치 및 라디오를 운영하고 있다

## 위암 투병
한 때 위암이 발견되어 수술과 투병생활로 인해 캐스터 자리에서 물러났었으나, 짧은 투병 기간을 거쳐 2004년 4월 18일, 센게임배 MSL 결승전을 통해 1달 반만에 복귀했다.

## 방송 경력

### MBC게임
- 《MSL》
- 《프로리그》
- 《COHO 리그》
- 《리얼사커 챔피언쉽 리그》

### 온게임넷
- 《스타크래프트 프로리그》
- 《스페셜포스 프로리그》

### SPO TV 게임즈
- 《프로리그》
- 《코리아 도타2 리그》
- 《KeSPA컵》

### MBC
- 《밥 줘 - 게임 캐스터》
- 《신입사원 - 캐스터》

### SBS
- 《그 여름의 태풍 - 김성훈 기자》

### TBS
- 《토론쇼 21세기 소년소녀 - 심사위원》

### 그 외
- 《두근두근 Tomorrow 뮤직드라마 - 게임 캐스터》

| 전임 - | MSL 메인 캐스터 2001년 8월 - 2012년 1월 | 후임 리그 폐지 |